# Ligue 1 de 2016–17
A Ligue 1 de 2016–17 foi a 79ª edição do campeonato francês de futebol. A edição da temporada 2016–17 começou no dia 12 de agosto de 2016, tendo o Paris Saint-Germain como atual campeão. Assim como nas últimas edições, a Ligue 1 de 2016–17 contou com 20 times. Nesta temporada, o Monaco conquistou seu oitavo título.

## Promovidos e rebaixados
| Pos. | Rebaixados da Ligue 1 |
| ---- | --------------------- |
| 18º  | Reims                 |
| 19º  | Ajaccio               |
| 20º  | Troyes                |

| Pos. | Promovidos da Ligue 2 |
| ---- | --------------------- |
| 1º   | Nancy                 |
| 2º   | Dijon                 |
| 3°   | Metz                  |

## Regulamento
A Ligue 1 é disputada por 20 clubes em dois turnos. Em cada turno, todos os times jogam entre si uma única vez. Os jogos do segundo turno serão realizados na mesma ordem do primeiro, apenas com o mando de campo invertido. Não há campeões por turnos, sendo declarado campeão o time que obtiver o maior número de pontos após as 38 rodadas e rebaixados os três com menor número de pontos. O campeonato produz três vagas à Liga dos Campeões da UEFA e uma à Liga Europa da UEFA.

### Critérios de desempate
Caso haja empate de pontos entre dois clubes, os critérios de desempate serão aplicados na seguinte ordem:
1. Saldo de gols
2. Gols marcados
3. Confronto direto

## Participantes

### Número de equipes por região
| Posição | Região                    | Nº de equipes | Equipes                       |
| ------- | ------------------------- | ------------- | ----------------------------- |
| 1       | Bretanha                  | 3             | Guingamp, Lorient e Rennes    |
| 2       | Ródano-Alpes              | 2             | Lyon e Saint-Étienne          |
| 2       | Provença-Alpes-Costa Azul | 2             | Olympique de Marseille e Nice |
| 2       | Grand Est                 | 2             | Metz e Nancy                  |
| 2       | País do Loire             | 2             | Angers e Nantes               |
| 2       | Occitânia                 | 2             | Montpellier e Toulouse        |
| 7       | Borgonha-Franco-Condado   | 1             | Dijon                         |
| 7       | Córsega                   | 1             | Bastia                        |
| 7       | Altos da França           | 1             | Lille                         |
| 7       | Ilha de França            | 1             | Paris Saint-Germain           |
| 7       | Mónaco                    | 1             | Monaco                        |
| 7       | Normandia                 | 1             | Caen                          |
| 7       | Nova-Aquitânia            | 1             | Bordeaux                      |

### Informação dos clubes
| Equipe                 | Cidade        | Treinador             | Estádio (mando)               | Capacidade | Material Esportivo |
| ---------------------- | ------------- | --------------------- | ----------------------------- | ---------- | ------------------ |
| Angers                 | Angers        | Stéphane Moulin       | Stade Raymond Kopa            | 17.835     | Kappa              |
| Bastia                 | Bastia        | Rui Almeida           | Stade Armand Cesari           | 16.000     | Kappa              |
| Bordeaux               | Bordéus       | Jocelyn Gourvennec    | Matmut Atlantique             | 42.115     | Puma               |
| Caen                   | Caen          | Patrice Garande       | Stade Michel d'Ornano         | 21.500     | Umbro              |
| Dijon                  | Dijon         | Olivier Dall'Oglio    | Stade Gaston-Gérard           | 10.578     | Lotto              |
| Guingamp               | Guingamp      | Antoine Kombouaré     | Stade du Roudourou            | 18.250     | Patrick            |
| Lille                  | Lille         | Franck Passi          | Stade Pierre-Mauroy           | 50.186     | New Balance        |
| Lorient                | Lorient       | Bernard Casoni        | Stade du Moustoir             | 18.500     | Adidas             |
| Lyon                   | Lyon          | Bruno Génésio         | Stade de Gerland              | 43.051     | Adidas             |
| Monaco                 | Monaco        | Leonardo Jardim       | Stade Louis II                | 18.523     | Nike               |
| Metz                   | Metz          | Philippe Hinschberger | Stade Saint-Symphorien        | 25.636     | Nike               |
| Montpellier            | Montpellier   | Jean-Louis Gasset     | Stade de la Mosson            | 32.900     | Nike               |
| Nancy                  | Tomblaine     | Pablo Correa          | Stade Marcel Picot            | 20.087     | Nike               |
| Nantes                 | Nantes        | Sérgio Conceição      | Stade de la Beaujoire         | 38.285     | Umbro              |
| Nice                   | Nice          | Lucien Favre          | Allianz Riviera               | 35.624     | Macron             |
| Olympique de Marseille | Marselha      | Rudi García           | Stade Velódrome               | 67.394     | Adidas             |
| Paris Saint-Germain    | Paris         | Unai Emery            | Parc des Princes              | 48.712     | Nike               |
| Rennes                 | Rennes        | Christian Gourcuff    | Roazhon Park                  | 29.778     | Puma               |
| Saint-Étienne          | Saint-Étienne | Christophe Galtier    | Stade Geoffroy-Guichard       | 35.616     | Le Coq Sportif     |
| Toulouse               | Toulouse      | Pascal Dupraz         | Stadium Municipal de Toulouse | 35.575     | Joma               |

## Classificação
Atualizado em 20 de maio de 2017
| Pos | Equipes                | Pts   | J  | V  | E  | D  | GM  | GS | SG  | Classificação ou rebaixamento                                     |
| --- | ---------------------- | ----- | -- | -- | -- | -- | --- | -- | --- | ----------------------------------------------------------------- |
| 1   | Monaco                 | 95    | 38 | 30 | 5  | 3  | 107 | 31 | +76 | Fase de grupos da Liga dos Campeões da UEFA de 2017-18            |
| 2   | Paris Saint-Germain    | 87    | 38 | 27 | 6  | 5  | 83  | 27 | +56 | Fase de grupos da Liga dos Campeões da UEFA de 2017-18            |
| 3   | Nice                   | 78    | 38 | 22 | 12 | 4  | 63  | 36 | +27 | Terceira pré-eliminatória da Liga dos Campeões da UEFA de 2017–18 |
| 4   | Lyon                   | 67[a] | 38 | 21 | 4  | 13 | 80  | 48 | +32 | Terceira pré-eliminatória da Liga Europa da UEFA de 2017–18       |
| 5   | Olympique de Marseille | 62    | 38 | 17 | 11 | 10 | 57  | 41 | +16 | Terceira pré-eliminatória da Liga Europa da UEFA de 2017–18       |
| 6   | Bordeaux               | 59    | 38 | 15 | 14 | 9  | 53  | 43 | +10 |                                                                   |
| 7   | Nantes                 | 51    | 38 | 14 | 9  | 15 | 40  | 54 | –14 |                                                                   |
| 8   | Saint-Étienne          | 50    | 38 | 12 | 14 | 12 | 41  | 42 | –1  |                                                                   |
| 9   | Rennes                 | 50    | 38 | 12 | 14 | 12 | 37  | 42 | –6  |                                                                   |
| 10  | Guingamp               | 50    | 38 | 14 | 8  | 16 | 46  | 53 | –7  |                                                                   |
| 11  | Lille                  | 46    | 38 | 13 | 7  | 18 | 40  | 47 | –7  |                                                                   |
| 12  | Angers                 | 46    | 38 | 13 | 7  | 18 | 40  | 49 | –9  |                                                                   |
| 13  | Toulouse               | 44    | 38 | 10 | 14 | 14 | 37  | 41 | –4  |                                                                   |
| 14  | Metz                   | 43[b] | 38 | 11 | 10 | 17 | 39  | 72 | –33 |                                                                   |
| 15  | Montpellier            | 39    | 38 | 10 | 9  | 19 | 48  | 66 | –18 |                                                                   |
| 16  | Dijon                  | 37    | 38 | 8  | 13 | 17 | 46  | 58 | –12 |                                                                   |
| 17  | Caen                   | 37    | 38 | 10 | 7  | 21 | 36  | 65 | –29 |                                                                   |
| 18  | Lorient                | 36    | 38 | 10 | 6  | 22 | 44  | 70 | –26 | Play-off para evitar o rebaixamento                               |
| 19  | Nancy                  | 35    | 38 | 9  | 8  | 21 | 29  | 52 | –23 | Zona de rebaixamento à Ligue 2                                    |
| 20  | Bastia                 | 34    | 38 | 8  | 10 | 20 | 29  | 57 | –28 | Zona de rebaixamento à Ligue 2                                    |

- a ^  O Lyon ganhou na Justiça os pontos da partida contra o Bastia pela 33ª rodada. O jogo foi suspenso antes da volta para o 2º tempo após torcedores do Bastia agrediram os jogadores rivais.[5]
- b ^  O Metz perdeu dois pontos como punição por um rojão atirado no gramado no jogo contra o Lyon, na 16ª rodada.

## Confrontos
Atualizado em 20 de maio de 2017
|                     | ANG | BAS | BOR | CAE | DIJ | GUI | LIL | LOR | LYO    | OM  | MET | ASM | MHS | NAL | NAN | NIC | PSG | REN | STE | TFC |
| ------------------- | --- | --- | --- | --- | --- | --- | --- | --- | ------ | --- | --- | --- | --- | --- | --- | --- | --- | --- | --- | --- |
| Angers              | —   | 3–0 | 1–1 | 2–1 | 3–1 | 3–0 | 1–0 | 2–2 | 1–2    | 1–1 | 2–1 | 0–1 | 2–2 | 1–0 | 0–2 | 0–1 | 0–2 | 0–0 | 1–2 | 0–0 |
| Bastia              | 1–2 | —   | 1–1 | 1–1 | 0–0 | 1–0 | 0–1 | 2–0 | 0–3[c] | 1–2 | 2–0 | 1–1 | 1–1 | 0–0 | 2–2 | 1–1 | 0–1 | 1–0 | 0–0 | 2–1 |
| Bordeaux            | 0–1 | 2–0 | —   | 0–0 | 3–2 | 3–0 | 0–1 | 2–1 | 1–1    | 1–1 | 3–0 | 0–4 | 5–1 | 1–1 | 1–0 | 0–0 | 0–3 | 1–1 | 3–2 | 1–0 |
| Caen                | 2–3 | 2–0 | 0–4 | —   | 3–3 | 1–1 | 0–1 | 3–2 | 3–2    | 1–5 | 3–0 | 0–3 | 0–2 | 1–0 | 0–2 | 1–0 | 0–6 | 0–1 | 0–2 | 2–0 |
| Dijon               | 3–2 | 1–2 | 0–0 | 2–0 | —   | 3–3 | 0–0 | 1–0 | 4–2    | 1–2 | 0–0 | 1–1 | 3–3 | 2–0 | 0–1 | 0–1 | 1–3 | 3–0 | 0–1 | 2–0 |
| Guingamp            | 1–0 | 5–0 | 1–1 | 0–1 | 4–0 | —   | 1–0 | 1–0 | 2–1    | 2–1 | 1–0 | 1–2 | 1–1 | 1–0 | 2–0 | 0–1 | 2–1 | 1–1 | 0–2 | 2–1 |
| Lille               | 1–2 | 2–1 | 2–3 | 4–2 | 1–0 | 3–0 | —   | 0–1 | 0–1    | 0–0 | 0–2 | 1–4 | 2–1 | 1–0 | 3–0 | 1–2 | 0–1 | 1–1 | 1–1 | 1–2 |
| Lorient             | 1–1 | 0–3 | 1–1 | 1–0 | 2–3 | 3–1 | 1–0 | —   | 1–0    | 1–4 | 5–1 | 0–3 | 2–2 | 0–2 | 1–2 | 0–1 | 1–2 | 2–1 | 2–1 | 1–1 |
| Lyon                | 2–0 | 2–1 | 1–3 | 2–0 | 4–2 | 1–3 | 1–2 | 1–4 | —      | 3–1 | 5–0 | 1–2 | 5–1 | 4–0 | 3–2 | 3–3 | 1–2 | 1–0 | 2–0 | 4–0 |
| Olymp. Marseille    | 3–0 | 1–0 | 0–0 | 1–0 | 1–1 | 2–0 | 2–0 | 2–0 | 0–0    | —   | 1–0 | 1–4 | 5–1 | 3–0 | 2–1 | 2–1 | 1–5 | 2–0 | 4–0 | 0–0 |
| Metz                | 2–0 | 1–0 | 0–3 | 2–2 | 2–1 | 2–2 | 3–2 | 3–3 | 0–3    | 1–0 | —   | 0–7 | 2–0 | 2–1 | 1–1 | 2–4 | 2–3 | 1–1 | 0–0 | 1–1 |
| Monaco              | 2–1 | 5–0 | 2–1 | 2–1 | 2–1 | 2–2 | 4–0 | 4–0 | 1–3    | 4–0 | 5–0 | —   | 6–2 | 6–0 | 4–0 | 3–0 | 3–1 | 3–0 | 2–0 | 3–1 |
| Montpellier         | 1–0 | 2–1 | 4–0 | 3–2 | 1–1 | 1–1 | 0–3 | 2–0 | 1–3    | 3–1 | 0–1 | 1–2 | —   | 0–0 | 2–3 | 1–1 | 3–0 | 1–1 | 2–1 | 0–1 |
| Nancy               | 2–0 | 1–0 | 0–2 | 2–0 | 1–0 | 0–2 | 1–2 | 2–3 | 0–3    | 0–0 | 4–0 | 0–3 | 0–3 | —   | 1–1 | 0–1 | 1–2 | 3–0 | 3–1 | 0–0 |
| Nantes              | 2–1 | 1–0 | 0–1 | 1–0 | 3–1 | 4–1 | 0–0 | 1–0 | 0–6    | 3–2 | 0–3 | 0–1 | 1–0 | 0–2 | —   | 1–1 | 0–2 | 1–2 | 0–0 | 1–1 |
| Nice                | 0–2 | 1–1 | 2–1 | 2–2 | 2–1 | 3–1 | 1–1 | 2–1 | 2–0    | 3–2 | 0–0 | 4–0 | 2–1 | 3–1 | 4–1 | —   | 3–1 | 1–0 | 1–0 | 3–0 |
| Paris Saint-Germain | 2–0 | 5–0 | 2–0 | 1–1 | 3–0 | 4–0 | 2–1 | 5–0 | 2–1    | 0–0 | 3–0 | 1–1 | 2–0 | 1–0 | 2–0 | 2–2 | —   | 4–0 | 1–1 | 0–0 |
| Rennes              | 1–1 | 1–2 | 1–1 | 2–0 | 1–1 | 1–0 | 2–0 | 1–0 | 1–1    | 3–2 | 1–0 | 2–3 | 1–0 | 2–0 | 1–1 | 2–2 | 0–1 | —   | 2–0 | 1–0 |
| Saint-Étienne       | 2–1 | 1–0 | 2–2 | 0–1 | 1–1 | 1–0 | 3–1 | 4–0 | 2–0    | 0–0 | 2–2 | 1–1 | 3–1 | 0–0 | 1–1 | 0–1 | 0–5 | 1–1 | —   | 0–0 |
| Toulouse            | 4–0 | 4–1 | 4–1 | 0–1 | 0–0 | 2–1 | 1–1 | 3–2 | 1–2    | 0–0 | 1–2 | 3–1 | 1–0 | 1–1 | 0–1 | 1–1 | 2–0 | 0–0 | 0–3 | —   |

| Vitória do mandante; Vitória do visitante; Empate. | Em negrito os jogos "clássicos". |

- c ^  Jogo suspenso antes da volta para o 2º tempo após torcedores do Bastia agredirem jogadores do Lyon, que foi declarado vencedor por W.O..[5]

## Play-off de rebaixamento
| 25 de maio de 2017 | Troyes                    | 2 – 1     | Lorient   | Stade de l'Aube, Troyes   |
| 20:45 (UTC+2)      | Darbion 37' · Nivet 90+1' | Relatório | Waris 82' | Árbitro: FRA Ruddy Buquet |

| 28 de maio de 2017 | Lorient | 0 – 0     | Troyes | Stade Yves Allainmat, Lorient |
| 21:00 (UTC+2)      |         | Relatório |        | Árbitro: FRA Clément Turpin   |

O Troyes venceu por 2–1 no agregado e jogará a Ligue 1 na próxima temporada

## Desempenho
Clubes que lideraram o campeonato ao final de cada rodada:
| Rodadas | Rodadas | Rodadas | Rodadas | Rodadas | Rodadas | Rodadas | Rodadas | Rodadas | Rodadas | Rodadas | Rodadas | Rodadas | Rodadas | Rodadas | Rodadas | Rodadas | Rodadas | Rodadas | Rodadas | Rodadas | Rodadas | Rodadas | Rodadas | Rodadas | Rodadas | Rodadas | Rodadas | Rodadas | Rodadas | Rodadas | Rodadas | Rodadas | Rodadas | Rodadas | Rodadas | Rodadas | Rodadas |
| ------- | ------- | ------- | ------- | ------- | ------- | ------- | ------- | ------- | ------- | ------- | ------- | ------- | ------- | ------- | ------- | ------- | ------- | ------- | ------- | ------- | ------- | ------- | ------- | ------- | ------- | ------- | ------- | ------- | ------- | ------- | ------- | ------- | ------- | ------- | ------- | ------- | ------- |
| 1       | 2       | 3       | 4       | 5       | 6       | 7       | 8       | 9       | 10      | 11      | 12      | 13      | 14      | 15      | 16      | 17      | 18      | 19      | 20      | 21      | 22      | 23      | 24      | 25      | 26      | 27      | 28      | 29      | 30      | 31      | 32      | 33      | 34      | 35      | 36      | 37      | 38      |
| LYO     | LYO     | GUI     | ASM     | ASM     | NIC     | NIC     | NIC     | NIC     | NIC     | NIC     | NIC     | NIC     | NIC     | NIC     | NIC     | NIC     | NIC     | NIC     | ASM     | ASM     | ASM     | ASM     | ASM     | ASM     | ASM     | ASM     | ASM     | ASM     | ASM     | ASM     | ASM     | ASM     | ASM     | ASM     | ASM     | ASM     | ASM     |

Clubes que ficaram na última posição do campeonato ao final de cada rodada:
| Rodadas | Rodadas | Rodadas | Rodadas | Rodadas | Rodadas | Rodadas | Rodadas | Rodadas | Rodadas | Rodadas | Rodadas | Rodadas | Rodadas | Rodadas | Rodadas | Rodadas | Rodadas | Rodadas | Rodadas | Rodadas | Rodadas | Rodadas | Rodadas | Rodadas | Rodadas | Rodadas | Rodadas | Rodadas | Rodadas | Rodadas | Rodadas | Rodadas | Rodadas | Rodadas | Rodadas | Rodadas | Rodadas |
| ------- | ------- | ------- | ------- | ------- | ------- | ------- | ------- | ------- | ------- | ------- | ------- | ------- | ------- | ------- | ------- | ------- | ------- | ------- | ------- | ------- | ------- | ------- | ------- | ------- | ------- | ------- | ------- | ------- | ------- | ------- | ------- | ------- | ------- | ------- | ------- | ------- | ------- |
| 1       | 2       | 3       | 4       | 5       | 6       | 7       | 8       | 9       | 10      | 11      | 12      | 13      | 14      | 15      | 16      | 17      | 18      | 19      | 20      | 21      | 22      | 23      | 24      | 25      | 26      | 27      | 28      | 29      | 30      | 31      | 32      | 33      | 34      | 35      | 36      | 37      | 38      |
| NAN     | NAN     | NAN     | LOR     | LOR     | LOR     | LIL     | NAN     | NAN     | LOR     | LOR     | LOR     | LOR     | LOR     | LOR     | LOR     | LOR     | LOR     | LOR     | MET     | LOR     | LOR     | LOR     | LOR     | LOR     | LOR     | LOR     | LOR     | LOR     | LOR     | BAS     | BAS     | BAS     | BAS     | BAS     | BAS     | NAN     | BAS     |

## Estatísticas
| Pos. | Jogador             | Equipe                 | Gols |
| ---- | ------------------- | ---------------------- | ---- |
| 1    | Edison Cavani       | Paris Saint-Germain    | 35   |
| 2    | Alexandre Lacazette | Lyon                   | 28   |
| 3    | Radamel Falcao      | Monaco                 | 21   |
| 4    | Bafétimbi Gomis     | Olympique de Marseille | 20   |
| 5    | Kylian Mbappé       | Monaco                 | 15   |
| 5    | Florian Thauvin     | Olympique de Marseille | 15   |
| 5    | Ivan Santini        | Caen                   | 15   |
| 5    | Mario Balotelli     | Nice                   | 15   |
| 9    | Steve Mounié        | Montpellier            | 14   |
| 9    | Nicolas de Préville | Lille                  | 14   |
| 11   | Benjamin Moukandjo  | Lorient                | 13   |
| 12   | Lucas Moura         | Paris Saint-Germain    | 12   |
| 12   | Emiliano Sala       | Nantes                 | 12   |
| 12   | Jimmy Briand        | Guingamp               | 12   |

| Pos. | Jogador           | Equipe                               | Assists. |
| ---- | ----------------- | ------------------------------------ | -------- |
| 1    | Morgan Sanson     | Olympique de Marseille / Montpellier | 12       |
| 2    | Thomas Lemar      | Monaco                               | 10       |
| 2    | Jean Seri         | Nice                                 | 10       |
| 3    | Bernardo Silva    | Monaco                               | 9        |
| 3    | Florian Thauvin   | Olympique de Marseille               | 9        |
| 3    | Ryad Boudebouz    | Montpellier                          | 9        |
| 7    | Kylian Mbappé     | Monaco                               | 8        |
| 8    | Valentin Eysseric | Nice                                 | 7        |
| 8    | Léo Dubois        | Nantes                               | 7        |
| 8    | Marçal            | Guingamp                             | 7        |
| 8    | Loïs Diony        | Dijon                                | 7        |
| 8    | Memphis Depay     | Lyon                                 | 7        |
| 8    | Ángel Di María    | Paris Saint-Germain                  | 7        |
| 8    | Thomas Mangani    | Angers                               | 7        |

### Hat-tricks
Atualizado em 20 de maio de 2017
| Jogador             | Para                   | Contra      | Resultado | Data                    | Ref.   |
| ------------------- | ---------------------- | ----------- | --------- | ----------------------- | ------ |
| Alexandre Lacazette | Lyon                   | Nancy       | 3–0       | 14 de agosto de 2016    | [ 8 ]  |
| Mevlüt Erdinç       | Metz                   | Nantes      | 3–0       | 11 de setembro de 2016  | [ 9 ]  |
| Edinson Cavani4     | Paris Saint-Germain    | Caen        | 6–0       | 16 de setembro de 2016  | [ 10 ] |
| Rodrigue Ninga      | Montpellier            | Dijon       | 3–3       | 1 de outubro de 2016    | [ 11 ] |
| Alassane Pléa       | Nice                   | Metz        | 4–2       | 23 de outubro de 2016   | [ 12 ] |
| Radamel Falcao      | Monaco                 | Bordeaux    | 4–0       | 10 de dezembro de 2016  | [ 13 ] |
| Ola Toivonen        | Toulouse               | Lorient     | 3–2       | 10 de dezembro de 2016  | [ 14 ] |
| Bafétimbi Gomis     | Olympique de Marseille | Montpellier | 5–1       | 27 de janeiro de 2017   | [ 15 ] |
| Kylian Mbappé       | Monaco                 | Metz        | 5–0       | 11 de fevereiro de 2017 | [ 16 ] |
| Florian Thauvin     | Olympique de Marseille | Caen        | 5–0       | 30 de abril de 2017     | [ 17 ] |
| Nicolas de Préville | Lille                  | Nantes      | 3–0       | 20 de maio de 2017      | [ 18 ] |

4 Jogador fez quatro gols.

## Prêmios
|                      | Jogador         | Equipe                 |
| -------------------- | --------------- | ---------------------- |
| Melhor jogador       | Edinson Cavani  | Paris Saint-Germain    |
| Melhor goleiro       | Danijel Subašić | Monaco                 |
| Melhor jogador jovem | Kylian Mbappé   | Monaco                 |
| Melhor treinador     | Leonardo Jardim | Monaco                 |
| Melhor gol           | Memphis Depay   | Lyon contra o Toulouse |
| Melhor árbitro       | Ruddy Buquet    | Ruddy Buquet           |

### Jogador do mês UNFP
| Mês       | Jogador             | Equipe                 | Ref.   |
| --------- | ------------------- | ---------------------- | ------ |
| Agosto    | Alexandre Lacazette | Lyon                   |        |
| Setembro  | Edinson Cavani      | Paris Saint-Germain    |        |
| Outubro   | Edinson Cavani      | Paris Saint-Germain    | [ 19 ] |
| Novembro  | Thomas Lemar        | Monaco                 | [ 20 ] |
| Dezembro  | Maxime Lopez        | Olympique de Marseille | [ 21 ] |
| Janeiro   | Bernardo Silva      | Monaco                 | [ 22 ] |
| Fevereiro | Marco Verratti      | Paris Saint-Germain    | [ 23 ] |
| Março     | Florian Thauvin     | Olympique de Marseille | [ 24 ] |
| Abril     | Kylian Mbappé       | Monaco                 |        |

### Seleção do Campeonato
| Pos. | Jogador             | Clube               |
| ---- | ------------------- | ------------------- |
| G    | Danijel Subašić     | Monaco              |
| LD   | Djibril Sidibé      | Monaco              |
| Z    | Thiago Silva        | Paris Saint-Germain |
| Z    | Kamil Glik          | Monaco              |
| LE   | Benjamin Mendy      | Monaco              |
| M    | Bernardo Silva      | Monaco              |
| M    | Marco Verratti      | Paris Saint-Germain |
| M    | Jean Seri           | Nice                |
| A    | Kylian Mbappé       | Monaco              |
| A    | Edinson Cavani      | Paris Saint-Germain |
| A    | Alexandre Lacazette | Lyon                |

## Maiores públicos
Estes foram os dez maiores públicos do campeonato:
| Nº | Público | Mandante               | Placar | Visitante              | Estádio                 | Data                    | Rodada | Ref.   |
| -- | ------- | ---------------------- | ------ | ---------------------- | ----------------------- | ----------------------- | ------ | ------ |
| 1  | 65 252  | Olympique de Marseille | 1–5    | Paris Saint-Germain    | Stade Vélodrome         | 26 de fevereiro de 2017 | 27ª    | [ 25 ] |
| 2  | 61 685  | Olympique de Marseille | 2–1    | Nice                   | Stade Vélodrome         | 7 de maio de 2017       | 36ª    | [ 26 ] |
| 3  | 57 091  | Olympique de Marseille | 0–0    | Bordeaux               | Stade Vélodrome         | 30 de outubro de 2016   | 11ª    | [ 27 ] |
| 4  | 57 050  | Lyon                   | 2–0    | Saint-Étienne          | Parc Olympique Lyonnais | 2 de outubro de 2016    | 8ª     | [ 28 ] |
| 5  | 55 178  | Olympique de Marseille | 1–0    | Bastia                 | Stade Vélodrome         | 20 de maio de 2017      | 38ª    | [ 29 ] |
| 6  | 55 107  | Lyon                   | 1–2    | Paris Saint-Germain    | Parc Olympique Lyonnais | 27 de novembro de 2016  | 14ª    | [ 30 ] |
| 7  | 54 100  | Olympique de Marseille | 4–0    | Saint-Étienne          | Stade Vélodrome         | 16 de abril de 2017     | 33ª    | [ 31 ] |
| 8  | 50 080  | Lyon                   | 3–3    | Nice                   | Parc Olympique Lyonnais | 20 de maio de 2017      | 38ª    | [ 32 ] |
| 9  | 48 147  | Lyon                   | 3–1    | Olympique de Marseille | Parc Olympique Lyonnais | 22 de janeiro de 2017   | 21ª    | [ 33 ] |
| 10 | 47 929  | Paris Saint-Germain    | 0–0    | Olympique de Marseille | Parc des Princes        | 23 de outubro de 2016   | 10ª    | [ 34 ] |

## Menores públicos
Estes foram os dez menores públicos do campeonato:
| Nº | Público | Mandante | Placar | Visitante   | Estádio             | Data                    | Rodada | Ref.   |
| -- | ------- | -------- | ------ | ----------- | ------------------- | ----------------------- | ------ | ------ |
| 1  | 5 539   | Monaco   | 6–0    | Nancy       | Stade Louis II      | 5 de novembro de 2016   | 12ª    | [ 35 ] |
| 2  | 5 549   | Monaco   | 4–0    | Lorient     | Stade Louis II      | 22 de janeiro de 2017   | 21ª    | [ 36 ] |
| 3  | 6 019   | Monaco   | 2–1    | Angers      | Stade Louis II      | 24 de setembro de 2016  | 7ª     | [ 37 ] |
| 4  | 6 069   | Monaco   | 5–0    | Metz        | Stade Louis II      | 11 de fevereiro de 2017 | 25ª    | [ 16 ] |
| 5  | 6 149   | Monaco   | 3–0    | Rennes      | Stade Louis II      | 17 de setembro de 2016  | 5ª     | [ 38 ] |
| 6  | 7 019   | Monaco   | 5–0    | Bastia      | Stade Louis II      | 3 de dezembro de 2016   | 16ª    | [ 39 ] |
| 7  | 7 319   | Monaco   | 2–1    | Caen        | Stade Louis II      | 21 de dezembro de 2016  | 19ª    | [ 40 ] |
| 8  | 7 619   | Monaco   | 6–2    | Montpellier | Stade Louis II      | 21 de outubro de 2016   | 10ª    | [ 41 ] |
| 9  | 7 649   | Monaco   | 4–0    | Nantes      | Stade Louis II      | 5 de março de 2017      | 28ª    | [ 42 ] |
| 10 | 7 828   | Dijon    | 0–0    | Lille       | Stade Gaston Gérard | 21 de janeiro de 2017   | 21ª    | [ 43 ] |

## Médias de público
Estas são as médias de público dos clubes no Campeonato. Considera-se apenas os jogos da equipe como mandante:
| Pos. | Time                   | Média  | Total   | Mandos | Maior  | Menor  |
| ---- | ---------------------- | ------ | ------- | ------ | ------ | ------ |
| 1    | Paris Saint-Germain    | 45 160 | 858 032 | 19     | 47 929 | 40 599 |
| 2    | Olympique de Marseille | 39 894 | 757 979 | 19     | 65 252 | 25 121 |
| 3    | Lyon                   | 39 171 | 744 248 | 19     | 57 050 | 32 098 |
| 4    | Lille                  | 29 487 | 560 252 | 19     | 40 485 | 23 216 |
| 5    | Saint-Étienne          | 27 227 | 490 084 | 18     | 37 029 | 20 456 |
| 6    | Bordeaux               | 24 217 | 460 126 | 19     | 41 265 | 16 331 |
| 7    | Nantes                 | 23 152 | 439 886 | 19     | 32 858 | 17 818 |
| 8    | Nice                   | 22 949 | 436 035 | 19     | 33 190 | 16 355 |
| 9    | Rennes                 | 22 688 | 431 080 | 19     | 29 054 | 17 016 |
| 10   | Nancy                  | 17 516 | 332 801 | 19     | 20 087 | 15 423 |
| 11   | Toulouse               | 17 067 | 324 272 | 19     | 29 425 | 11 023 |
| 12   | Caen                   | 16 755 | 318 347 | 19     | 20 054 | 13 243 |
| 13   | Metz                   | 16 195 | 291 516 | 18     | 21 011 | 11 550 |
| 14   | Guingamp               | 14 790 | 281 003 | 19     | 18 033 | 12 630 |
| 15   | Montpellier            | 12 356 | 234 763 | 19     | 22 217 | 8 960  |
| 16   | Angers                 | 11 955 | 227 154 | 19     | 15 909 | 9 142  |
| 17   | Lorient                | 11 847 | 225 089 | 19     | 15 884 | 8 667  |
| 18   | Bastia                 | 10 364 | 178 700 | 17     | 13 135 | 9 139  |
| 19   | Dijon                  | 10 126 | 192 401 | 19     | 13 416 | 7 828  |
| 20   | Monaco                 | 9 586  | 182 134 | 19     | 16 049 | 5 539  |

## Mudança de técnicos
| Clube                  | Antecessor          | Motivo                 | Data                    | Pos           | Sucessor                  | Ref.   |
| ---------------------- | ------------------- | ---------------------- | ----------------------- | ------------- | ------------------------- | ------ |
| Nantes                 | Michel Der Zakarian | Fim de contrato        | 17 de maio de 2016      | Pré-temporada | René Girard               | [ 45 ] |
| Rennes                 | Rolland Courbis     | Fim de contrato        | 17 de maio de 2016      | Pré-temporada | Christian Gourcuff        | [ 46 ] |
| Nice                   | Claude Puel         | Consentimento mútuo    | 24 de maio de 2016      | Pré-temporada | Lucien Favre              | [ 47 ] |
| Guingamp               | Jocelyn Gourvennec  | Assinou com o Bordeaux | 27 de maio de 2016      | Pré-temporada | Antoine Kombouaré         | [ 48 ] |
| Bordeaux               | Ulrich Ramé         | Fim de contrato        | 27 de maio de 2016      | Pré-temporada | Jocelyn Gourvennec        | [ 49 ] |
| Paris Saint-Germain    | Laurent Blanc       | Resignado              | 27 de junho de 2016     | Pré-temporada | Unai Emery                | [ 50 ] |
| Olympique de Marseille | Franck Passi        | Resignado              | 20 de outubro de 2016   | 12º           | Rudi Garcia               |        |
| Lorient                | Sylvain Ripoll      | Resignado              | 23 de outubro de 2016   | 20º           | Bernard Casoni            |        |
| Lille                  | Frédéric Antonetti  | Resignado              | 22 de novembro de 2016  | 19º           | Patrick Collot (interino) |        |
| Nantes                 | René Girard         | Resignado              | 1 de dezembro de 2016   | 19º           | Sérgio Conceição          |        |
| Montpellier            | Frédéric Hantz      | Resignado              | 30 de janeiro de 2017   | 15º           | Jean-Louis Gasset         |        |
| Lille                  | Patrick Collot      | Fim do interino        | 14 de fevereiro de 2017 | 17º           | Franck Passi              | [ 51 ] |
| Bastia                 | François Ciccolini  | Resignado              | 27 de fevereiro de 2017 | 19º           | Rui Almeida               |        |

## Premiação
| Ligue 1 de 2016–17 |
| ------------------ |
| MONACO 8° titulo   |